# Placówka Straży Granicznej I linii „Łacha”
Placówka Straży Granicznej I linii „Łacha” – jednostka organizacyjna Straży Granicznej pełniąca służbę ochronną na granicy polsko-niemieckiej w okresie międzywojennym.

## Geneza
Na wniosek Ministerstwa Skarbu, uchwałą z 10 marca 1920 roku, powołano do życia Straż Celną. Od połowy 1921 roku jednostki Straży Celnej rozpoczęły przejmowanie odcinków granicy od pododdziałów Batalionów Celnych. Proces tworzenia Straży Celnej trwał do końca 1922 roku. Placówka Straży Celnej „Łacha” weszła w podporządkowanie komisariatu Straży Celnej „Leman” z Inspektoratu SC „Chorzele”.

## Formowanie i zmiany organizacyjne
Rozporządzeniem Prezydenta Rzeczypospolitej Polskiej Ignacego Mościckiego z 22 marca 1928 roku, do ochrony północnej, zachodniej i południowej granicy państwa, a w szczególności do ich ochrony celnej, powoływano z dniem 2 kwietnia 1928 roku Straż Graniczną.
Rozkazem nr 9 z 18 października 1929 roku w sprawie reorganizacji Mazowieckiego Inspektoratu Okręgowego komendant Straży Granicznej płk Jan Jur-Gorzechowski powołał komisariat Straży Granicznej „Leman”. Placówka Straży Granicznej I linii „Łacha” znalazła się w jego strukturze.
Rozkazem nr 2 z 30 listopada 1937 roku w sprawach [...] przeniesienia siedzib i likwidacji jednostek, komendant Straży Granicznej płk Jan Gorzechowski przeniósł siedzibę komisariatu do Pudełka. Placówka pozostała w jego składzie.

## Służba graniczna
Placówka ochraniała odcinek granicy państwowej długości około 4,5 kilometra.
Sąsiednie placówki
- placówka Straży Granicznej I linii „Olszanka” ⇔ placówka Straży Granicznej I linii „Zimna” − październik 1929[6]

## Kierownicy/dowódcy placówki
| stopień          | imię i nazwisko   | okres pełnienia służby | kolejne stanowisko |
| ---------------- | ----------------- | ---------------------- | ------------------ |
| przodownik       | Leonard Żbikowski |                        |                    |
|                  | Antoni Wolski     |                        |                    |
| przodownik       | Władysław Kański  | - 7 I 1936             | placówka „Kolno”   |
| starszy strażnik | Antoni Sidełko    | był X 1936             |                    |
| starszy strażnik | Jan Szkarłat      | po 1937                |                    |